# Łęg Tarnowski (gmina)
Łęg Tarnowski (do 1951 Klikowa) – dawna gmina wiejska istniejąca w latach 1951–1954 oraz 1973–1976 w woj. krakowskim i tarnowskim (obecnie woj. małopolskie). Siedzibą władz gminy był Łęg Tarnowski (Łęg koło Partynia).
Gmina została utworzona w dniu 20 kwietnia 1951 roku w województwie krakowskim, w powiecie tarnowskim, po przeniesieniu siedziby gminy Klikowa z Klikowej (obecnie dzielnicy Tarnowa) do Łęgu koło Partynia (obecnie pod nazwą Łęg Tarnowski), wraz ze zmianą nazwy jednostki na gmina Łęg Tarnowski.
1 lipca 1951 z gminy Łęg Tarnowski wyłączono gromady Chyszów i Klikowa, włączając je do Tarnowa.
1 lipca 1952 roku gmina Łęg Tarnowski składała się z 6 gromad: Biała, Bobrowniki Wielkie, Ilkowice, Łęg ad Partyń, Niedomice i Sanoka. Gmina została zniesiona 29 września 1954 roku wraz z reformą wprowadzającą gromady w miejsce gmin.
Gminę Łęg Tarnowski reaktywowano wraz z kolejną reformą administracyjną 1 stycznia 1973 roku w tymże powiecie i województwie. 1 czerwca 1975 gmina znalazła się w nowo utworzonym woj. tarnowskim.
1 lipca 1976 roku gmina została zniesiona, a jej obszar przyłączony do gmin:
- Lisia Góra (obszar sołectwa Łukowa),
- Tarnów (obszar sołectwa Biała),
- Żabno (obszary sołectw: Bobrowniki Wielkie, Ilkowice, Łęg Tarnowski i Niedomice).